# Santa Maria Domenica Mazzarello (Rom)
| Basisdaten        | Basisdaten                                         |
| ----------------- | -------------------------------------------------- |
| Patrozinium:      | Heilige Maria Domenica Mazzarello                  |
| Architekt:        |                                                    |
| Architekturstil:  |                                                    |
| Titelkirche       | Seit 21. Februar 2001                              |
| Kardinalpriester: | Stephen Brislin                                    |
| Bauzeit:          | bis 1997                                           |
| Kirchweihe:       | 1. März 1997                                       |
| Ritus:            | Römischer Ritus                                    |
| Adresse:          | Piazza Salvatore Galgano, 100, 00173 Roma, Italien |

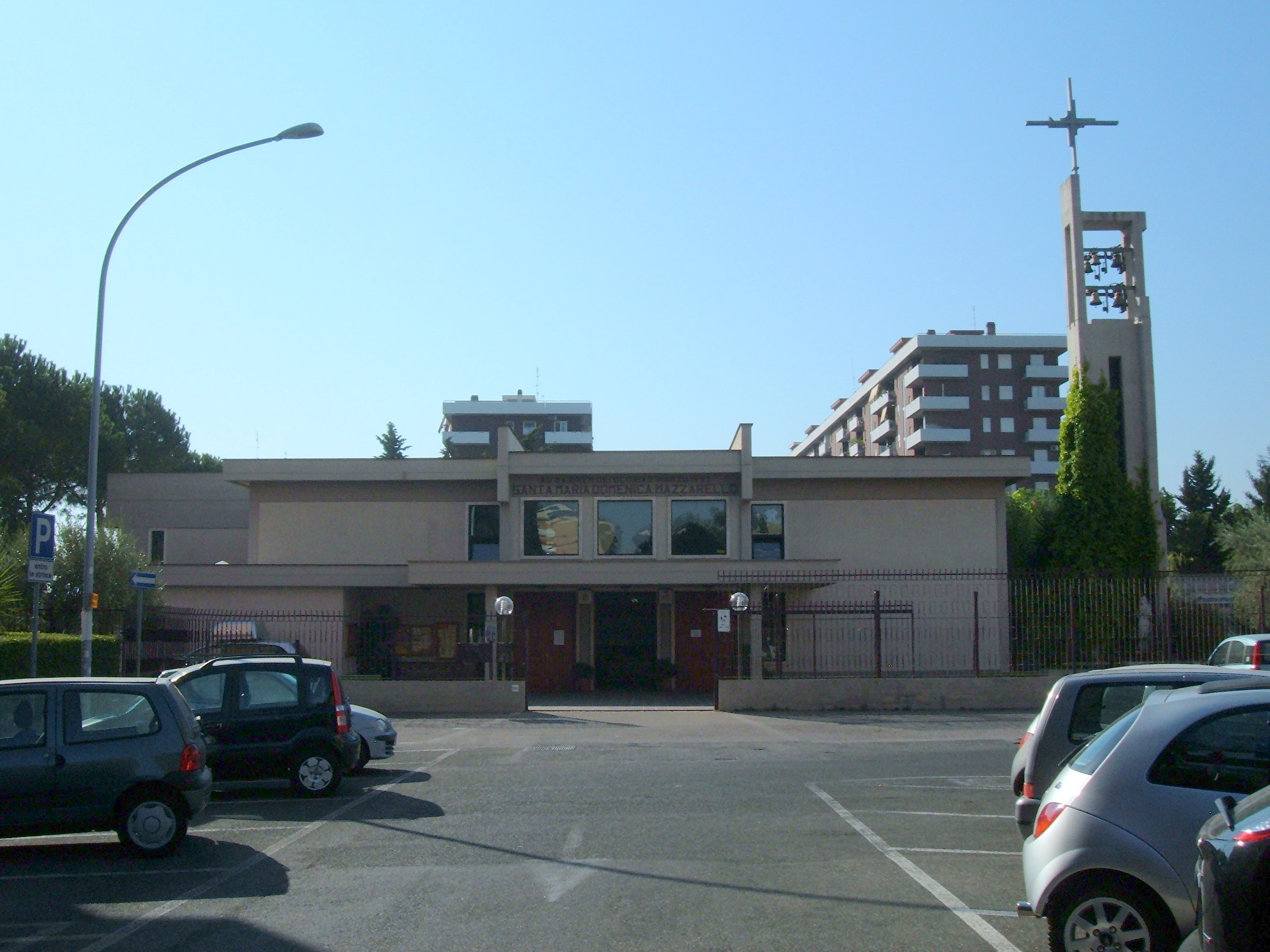
Außenansicht

Santa Maria Domenica Mazzarello ist eine römisch-katholische Pfarr- und Titelkirche im römischen Quartier Don Bosco. Sie ist der Heiligen Maria Domenica Mazzarello, der italienischen Gründerin der Don-Bosco-Schwestern, geweiht.

## Kirche

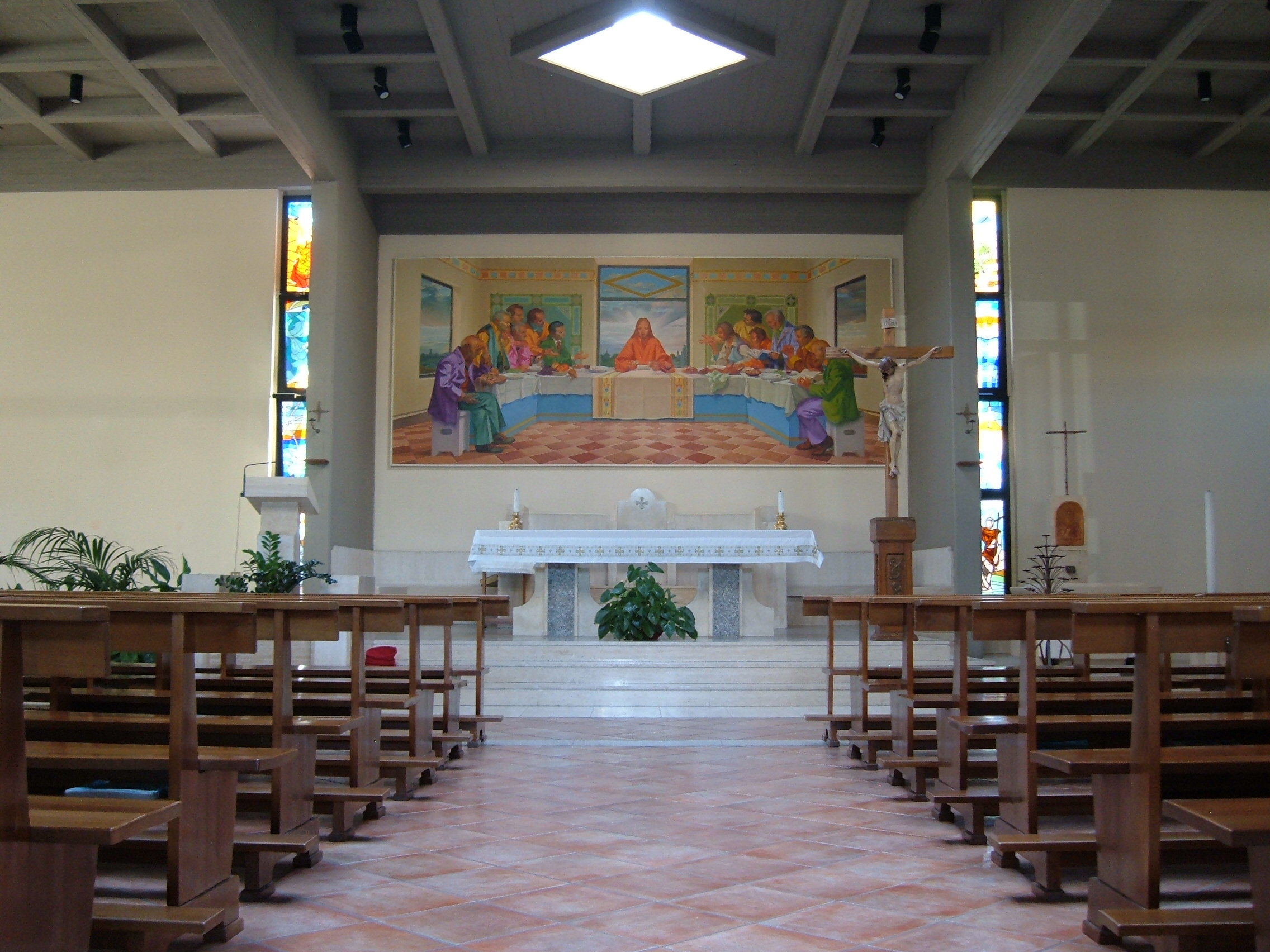
Innenansicht

Die Pfarrei wurde am 15. März 1982 durch ein Dekret von Kardinalvikar Ugo Poletti gegründet. Am 14. Dezember 1997 wurde die Kirche von Papst Johannes Paul II. besucht. Am 21. Februar 2001 wurde sie durch Papst Johannes Paul II. zur Titelkirche erhoben.

## Kardinalpriester
- Antonio Ignacio Velasco García SDB, Erzbischof von Caracas (21. Februar 2001 – 6. Juli 2003)
- George Pell, Präfekt des Wirtschaftssekretariats und emeritierter Erzbischof von Sydney (21. Oktober 2003 – 10. Januar 2023)
- Stephen Brislin, Erzbischof von Johannesburg (seit 30. September 2023)